# Thermes d'Agrippa
Les thermes d'Agrippa, construits sous Auguste par son gendre Marcus Vipsanius Agrippa, sont les thermes romains publics les plus anciens de Rome. Thermes privés à l'origine, ils furent légués par testament au peuple romain. 

## Localisation
Les thermes se situent sur le Champ de Mars, entre le Panthéon et le théâtre de Pompée, au nord du Largo di Torre Argentina. Il en reste des structures murales autour de la grande salle circulaire, coupée aujourd'hui par la Via della Ciambella.

## Histoire
La construction, menée par Agrippa, commence en 25 et s'achève en 19 av. J.-C. Les thermes deviennent fonctionnels après la construction de l'aqueduc de l'Aqua Virgo qui les approvisionne en eau.

## Description

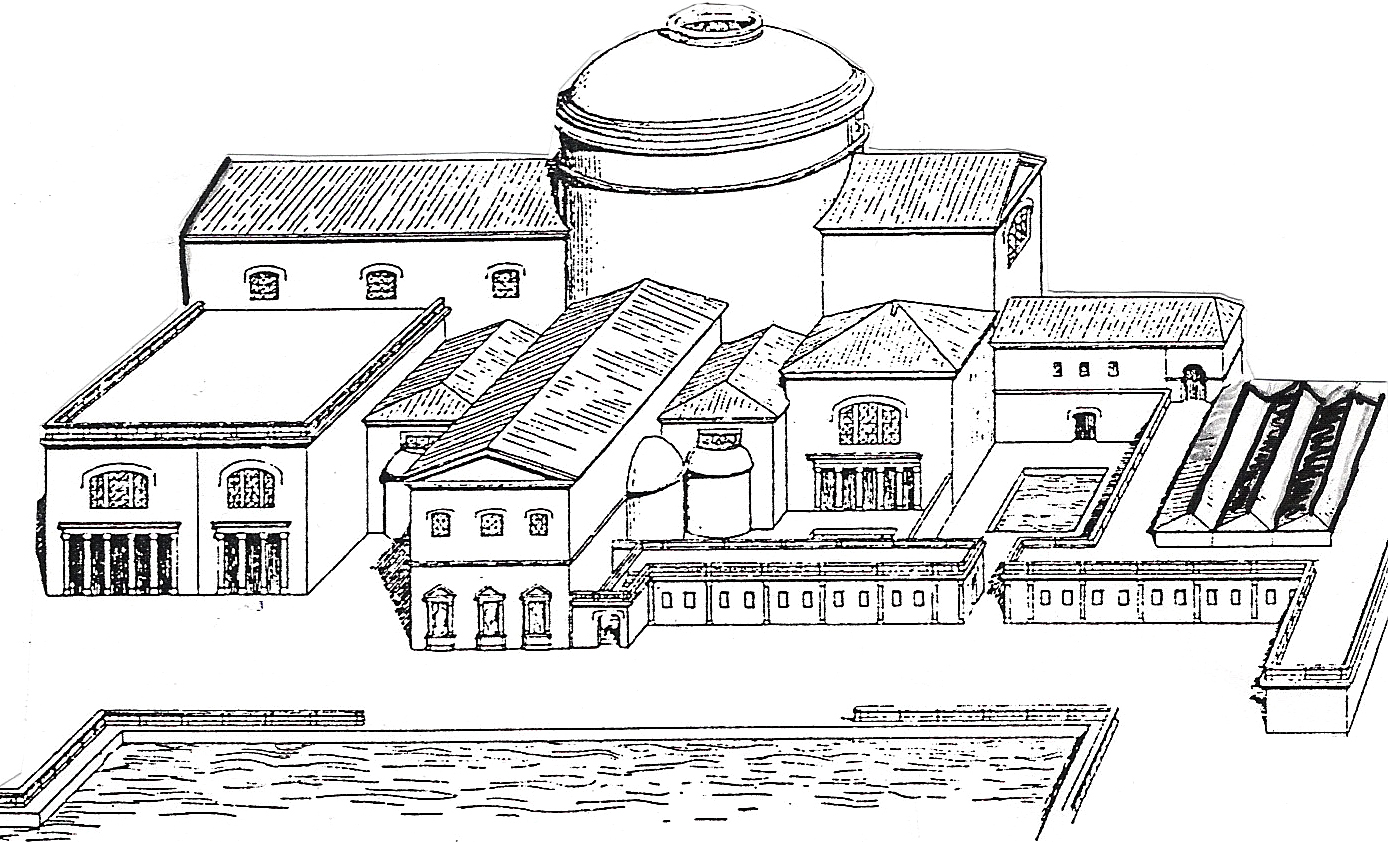
Reconstitution des thermes d'après René Ginouvès.

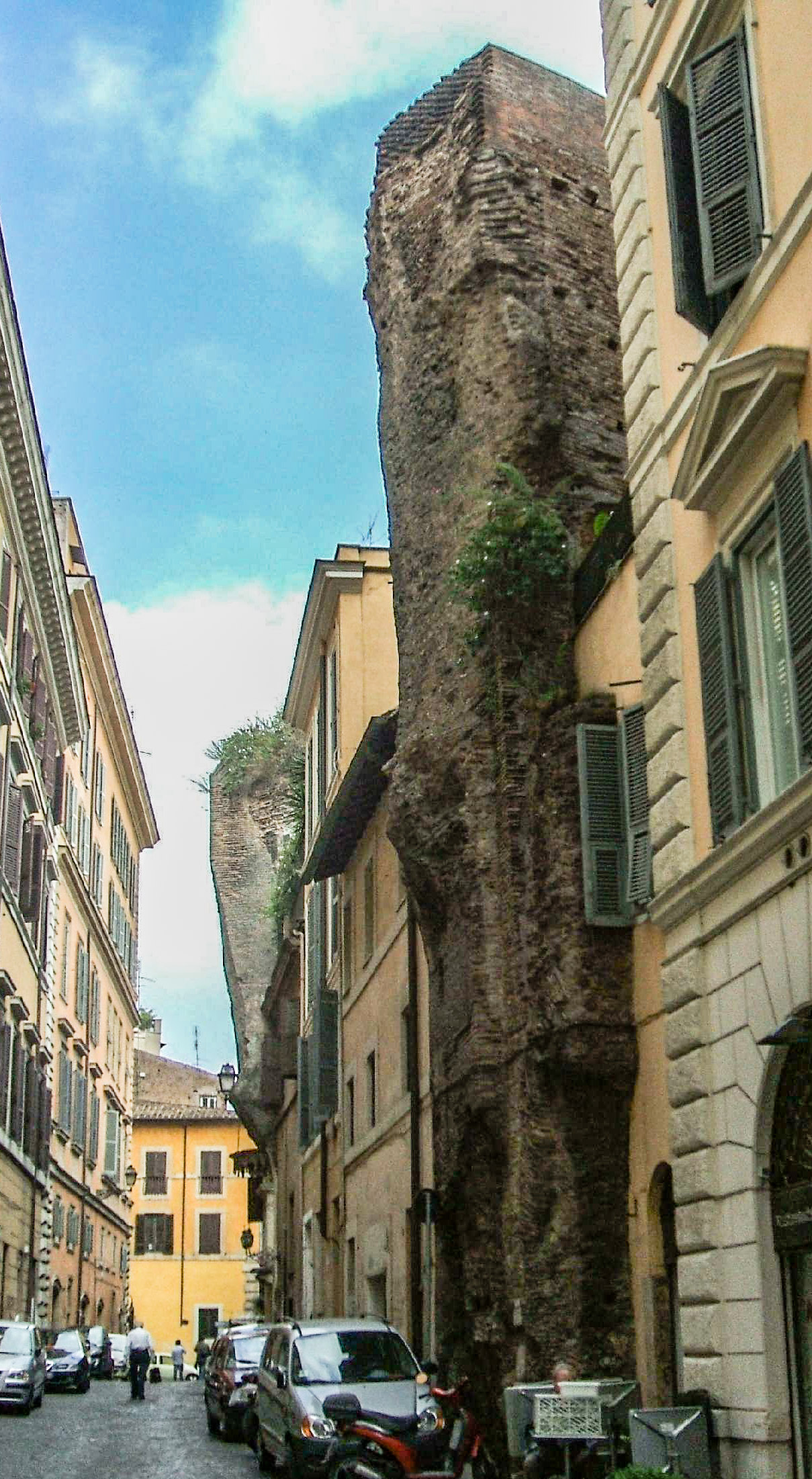
Vestiges actuels des thermes. Les hauts murs, à droite, appartiennent à la grande rotonde.

L’édifice, dont les murs et les sols étaient revêtus de marbres précieux, est orienté selon un axe nord-sud et mesure environ 100 mètres de largeur et 120 mètres de longueur. Son plan est connu par la Forma Urbis, un plan en marbre de la ville de Rome datant du début du IIIe siècle, et par des relevés réalisés à la Renaissance par les architectes Baldassarre Peruzzi, Andrea Palladio et Rossi. Comme dans les plus anciens édifices thermaux, les pièces s’organisent irrégulièrement autour d’une grande salle circulaire, une étuve à coupole dont le diamètre interne approche les 25 mètres. Selon Pline l'Ancien, Agrippa avait orné les thermes et ses environs de près de 300 statues. L’Apoxyomène de Lysippe, placé face aux thermes, était particulièrement admiré. Il est aujourd’hui exposé aux musées du Vatican,
Tout près des thermes, côté ouest, était aménagé un lac artificiel, le Stagnum Agrippae, alimenté également par l'aqueduc de l'Aqua Virgo. Étant représenté sur la Forma urbis, il est probable qu’il était utilisé comme natatio (piscine à ciel ouvert) des thermes. Contrairement aux thermes impériaux construits ultérieurement, comme les thermes de Trajan ou de Caracalla, les thermes d'Agrippa n'étaient pas pourvus de complexe sportif. Les premiers thermes avaient peu de pièces, aucune symétrie et un plan longiligne.

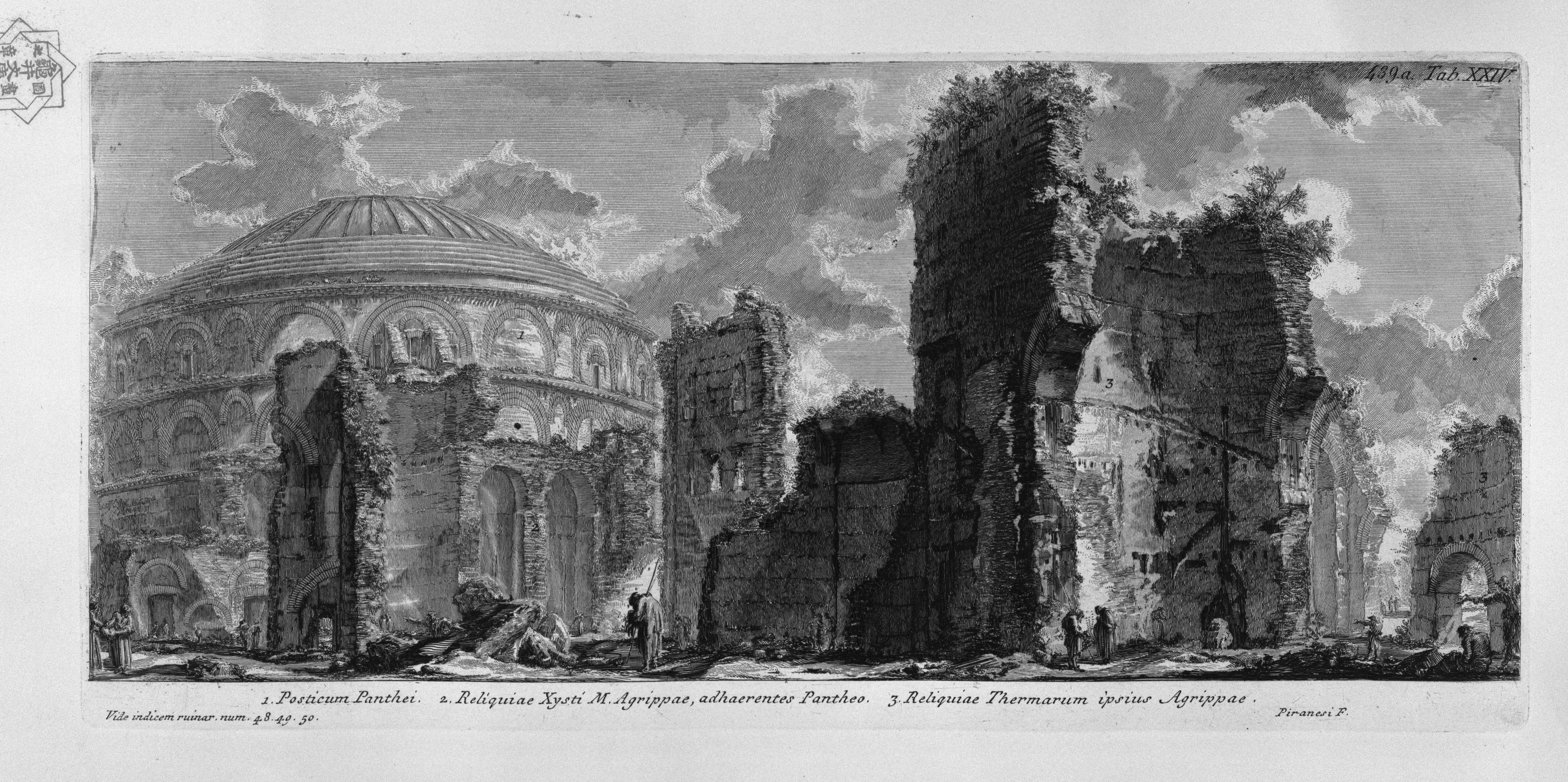
Panthéon et vestiges des thermes sur une gravure de Piranèse.
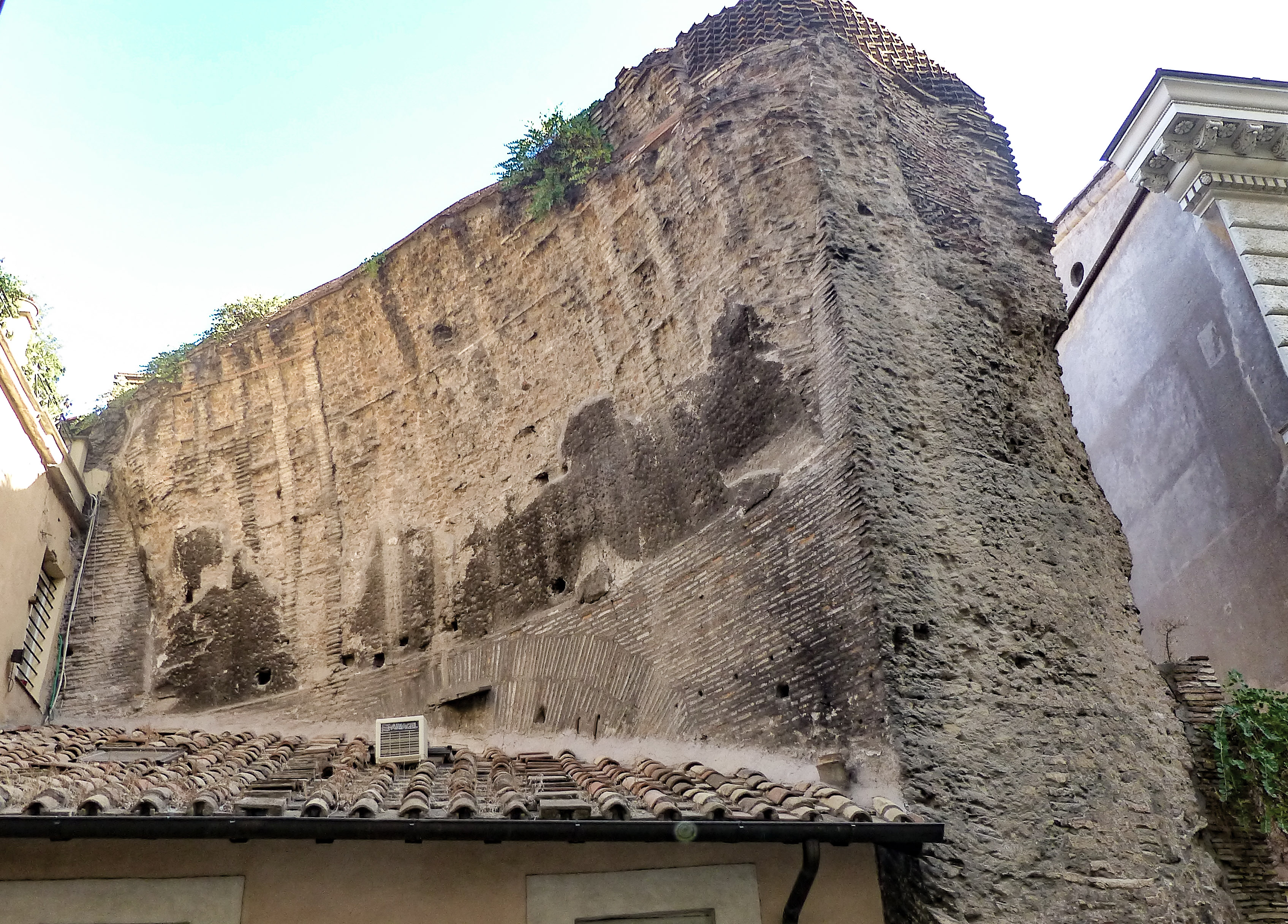
Partie nord-est de la rotonde, conservée sur toute sa hauteur.